# 杨尚昆
杨尚昆（1907年8月3日—1998年9月14日），四川遂宁人（今屬重庆市潼南區），中国共产党和中华人民共和国政治人物，原正国级领导人，中国人民解放军高级将领，曾任中華人民共和國主席，中共中央政治局委員、中共中央軍委副主席兼秘書長等職，被認為是邓小平主政时期的「中共八大元老」之一。1989年六四天安门事件时，杨尚昆曾提议与群众对话，他最终表明坚决支持李鹏、邓小平。九二南巡后曾替邓小平捎话劝说赵紫阳“认错”复出工作（但赵紫阳回忆、其家人并未接到“捎话”）。杨尚昆和其弟杨白冰被认为是务实派、改革开放政策军方坚定支持者。

## 生平
清光緒三十三年（1907年）农历六月二十五日，生于四川省潼川府遂宁县双江镇（今屬重庆市潼南区）。1920年，考入成都高等师范学校附小；后升入附中；在校期间接触马克思主义。1925年毕业后，开始参加革命工作；1926年，由中國共產主義青年團團員轉為中國共產黨党员；入上海大学学习，并参加了上海工人第一次、第二次武装起义的筹备工作。
1926年11月，受中共委派赴苏联，入莫斯科中山大学，学习马克思列宁主义理论，是“二十八个半布尔什维克”之一。1929年，与李伯钊在苏联莫斯科结婚。第二年，考入苏联中国问题研究院，做研究生，同时兼任职工国际中国代表的翻译。1931年回国后，相继担任中华全国总工会宣传部部长和中共中央宣传部部长等职；参与工人运动和抗日救亡运动的组织领导工作。

### 红军时期

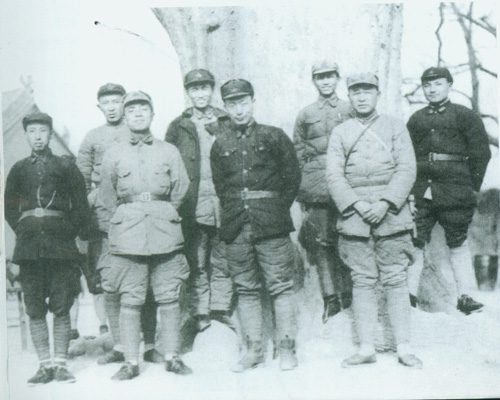
1936年2月，红一军团、红十五军团部分领导干部在陕西淳化合影。前排左起：王首道、杨尚昆、聂荣臻、徐海东。后排左起：罗瑞卿、程子华、陈光、邓小平。

1933年初，杨尚昆到达中共中央革命根据地——江西瑞金；先后但任中央苏区中央局宣传干事，红色中华通讯社（新华社前身）总负责人，马克思共产主义大学副校长等职；并参与编辑党的机关报刊《红色中华》和《斗争》；同年6月起，参加中国工农红军的工作，担任红一方面军政治部主任，随朱德、周恩来等转战前方。1934年10月，杨尚昆和彭德怀率领红三军团参加长征，任红三军团政治委员；并在中共六届五中全会上，当选为中央候补委员。在红军到达陕北后，杨尚昆历任西北革命军事委员会总政治部副主任，中国工农红军抗日先锋军总政治部主任，中国抗日红军大学政治部主任，红军前敌总指挥部政治部主任，中央革命军事委员会总政治部副主任等职；曾长时间担任中共军队政治工作的领导职务，并参加了直罗镇、东征和山城堡等战役。

### 抗日战争和国共内战

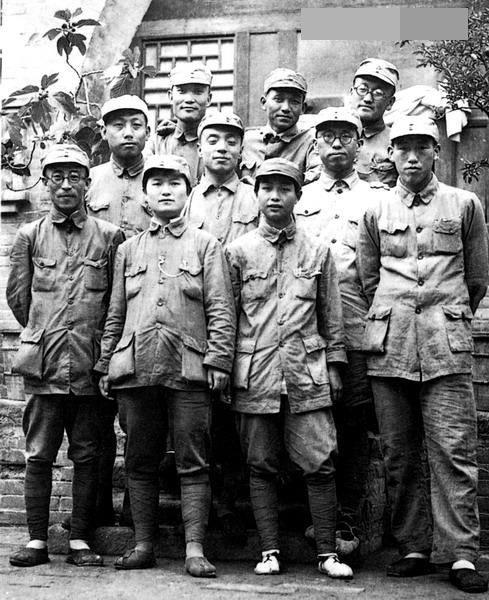
1937年，中共中央北方局和八路军115师部分干部在山西孝义碾头村合影。前排左起：张友清、郭明秋、林月琴、王秉璋，中排左起：林枫、杨尚昆、罗荣桓，后排居中者为115师343旅旅长陈光

抗日战争爆发后，杨尚昆出任中共中央北方局副书记，协助刘少奇创建“华北敌后抗日根据地”。1938年11月，接任中共中央北方局书记，全面负责中共华北敌后抗日的任务；曾参与组织“百团大战”。1940年底回到延安，还挂着北方局书记的职务，却经常被中央委派做一些具体的事务性工作。例如任弼时负责的中央政策委员会，研究制订提交党的七大讨论的各项政策；1941年根据任弼时的提议，参加党务研究室工作；1943年任中央研究局副局长，分工负责关注敌占区党政军民工作；1944年根据毛泽东建议担任新设的军委外事组组长兼中央交际处处长等。协助王稼祥管理中央华北委员会的工作；整风运动期间，任弼时、李富春和杨尚昆都在中央第三学习小组。1945年4月中共七大未当选中央候补委员。
1945年6月任延安外國語學校校長，楊尚昆本人熟悉俄語。
抗日战争胜利后，1945年9月19日，中共中央决定，“成立冀热辽中央局并扩大冀热辽军区，以李富春为书记，林彪为司令”。1945年10月中旬，李富春、高岗、张闻天、王鹤寿、陈正人、何克全、陈光、朱瑞、郭述申、刘英及一位机要员共11人搭乘一架美军飞机从延安飞抵河北省邯郸。分管书记处办公厅的任弼时提议由杨尚昆接替李富春担任的中央副秘书长、中央书记处办公厅主任职。李富春离开延安前，把中央书记处办公厅的工作向杨尚昆作了口头交代。1945年12月叶剑英赴北平出任军事调处执行部中共代表前，为杨尚昆要来了一张毛泽东亲笔签名的八开白纸大的中央军委秘书长的“委任状”。杨尚昆回忆：“那时，我们调动工作通常都只是口头交代，这是我生平第一次得到‘委任状’。可惜延安撤退时丢了，不然，倒是很珍贵的文物。”有了这项任命后，杨尚昆就搬到了中央军委所在地王家坪。
1948年5月，中共中央正式发文，任命杨尚昆为中共中央办公厅主任、兼中央直属机关党委书记、中央直属机关警卫司令部司令员（中社部二室主任方志纯为参谋长）。以及军委秘书长、中央副秘书长等职；协助周恩来等处理中共中央和中央军委的日常工作。自1945年10月，杨尚昆一直担任中共中央办公厅主任一职，直到“文革”开始；前后执掌中共中央枢要长达20年。

### 中华人民共和国成立初期
中华人民共和国成立后，杨尚昆继续担任中共中央副秘书长、中央办公厅主任，同时兼任中央军委秘书长、中直机关党委书记等职。1956年9月，当选中共中央委员；并在中共八届一中全会上，当选中共中央书记处候补书记。1961年，楊捲入竊聽器事件。1963年7月6日至20日，杨尚昆与邓小平为团长，彭真为副团长的中共代表团，同康生、刘宁一、伍修权在莫斯科与苏共中央举行了9次会谈，苏斯洛夫为苏方代表团团长，波诺马廖夫和安德罗波夫也参加辩论，双方就国际共产主义运动中出现的问题开展论争:329-332
1964年至1965年，曾带队到陕西省长安县（今西安市长安区）斗门公社牛角大队搞“四清运动”。1965年，因竊聽器事件，楊改任廣東省書記處書記。文革开始后，杨尚昆即被列为“彭真、罗瑞卿、陆定一、杨尚昆反党集团”的成员；被撤销一切职务，受到「監護審查」，直到中共十一届三中全会后，方才平反獲釋。

### 文化大革命时期

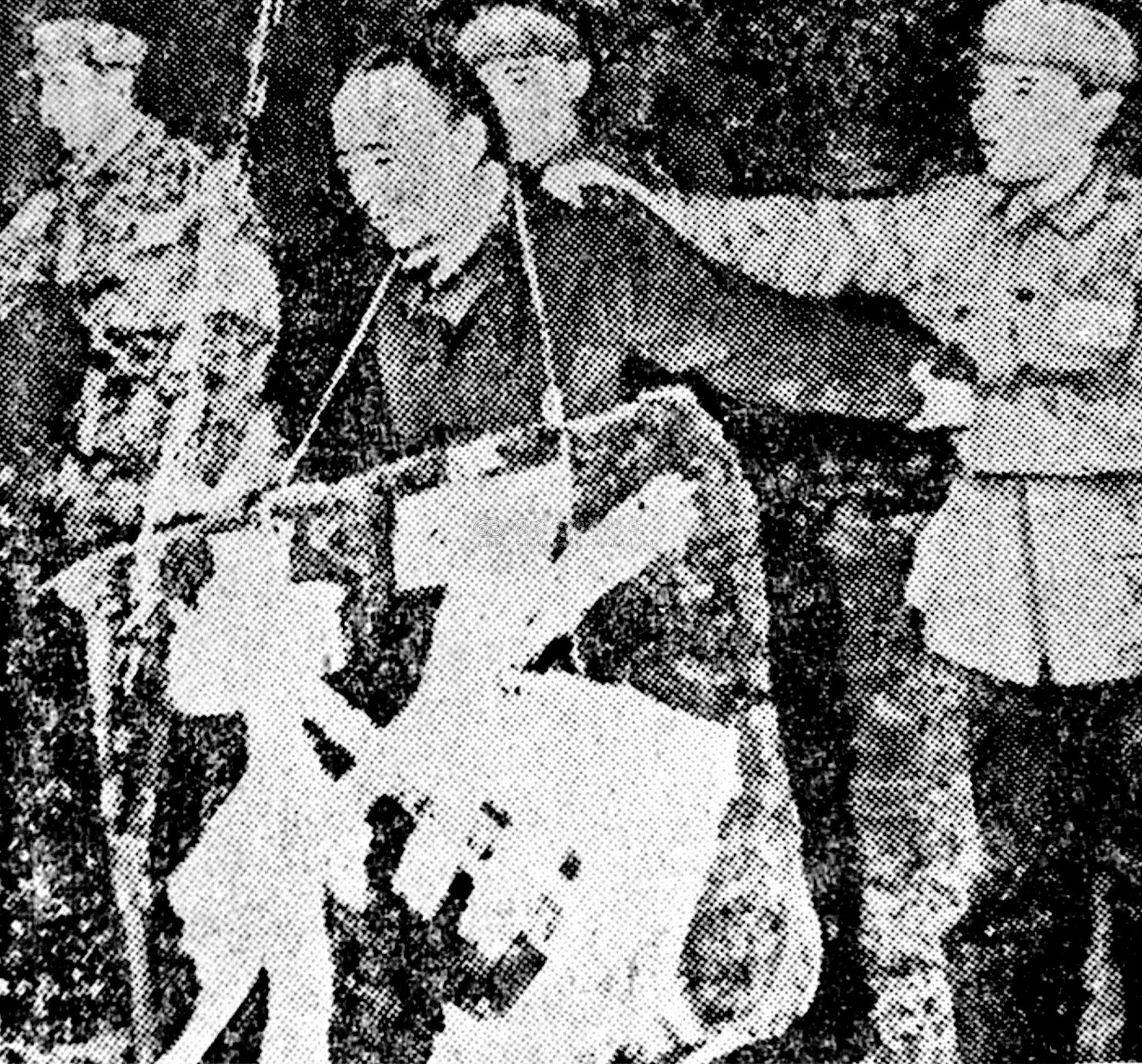
遭紅衛兵批鬥的楊尚昆。

1966年6月27日，北京时间下午4时，國家主席劉少奇在人民大会堂安徽廳与中共中央召集的民主人士座談會上，讨论彭真、羅瑞卿、陸定一、楊尚昆幾個同志的問題。“彭、羅、陸、楊他們的互相關係是不正常的，到底是什麼關係，達到何種程度，我們組織了審查委員會，正在進行審查。他們共同特點是反對毛主席，反對毛澤東思想，都是搞地下活動的。他們的企圖不是個人要點什麼東西，而是企圖根本改變我們黨和國家的根本路線、根本政策，要按照他們的路線辦事，要按他們的面貌改造党，改造全中國，企圖在中國實現修正主義政策，也就是復辟資本主義的政策，如果他們的企圖得逞，就可能實現政變。”“彭、羅、陸、楊事件是有發生政變的可能的，這是激烈的國際、國內階級鬥爭在我們黨內領導機關的反映。”

### 改革开放时期
1978年12月至1980年底，杨尚昆相继担任中共广东省委第二书记、广东省副省长，中共广州市委第一书记、广州市革命委员会主任，兼任广东省军区第一政委、党委第一书记；是邓小平“改革开放”政策的军方坚定执行者之一。

#### 军委常务副主席
在1982年召开的中共第十二次和1987年召开的中共第十三次全国代表大会上，杨尚昆当选为中共中央委员，在十二届、十三届一中全会上当选为中共中央政治局委员，继任中共中央军委副主席兼秘书长。杨尚昆当时提出要给军队一个政策，叫做“自我发展，自我完善”。

#### 出任国家主席
1988年4月，在第七届全国人民代表大会第一次会议上，杨尚昆接替李先念当选为中华人民共和国主席，成为1982年恢复国家主席后唯一一任非中共中央政治局常委担任的国家主席。

### 六四时期
杨尚昆担任国家主席期间，中国爆发了六四天安门事件，但被中国政府通过武力镇压。在5月24日的会议上他发表讲话：
……为什么会出现这种情况？为什么搞得首都这样失去控制？全国都发生大的游行示威？而且提出来的口号专门对着国务院，为什么会这样？前不久几位德高望重的老同志，陈云同志、先念同志、彭真同志，还有小平同志、王震同志、邓大姐，对这件事情都非常忧心，事情怎么会搞成这样子呢？经过分析事情发展的过程，得出这样一个结论：这件事发生在学生里头，但根子是在党内。就是说政治局常委有两个声音，两个不同的声音，按照先念同志概括的说法，就是有两个司令部。
1990年5月，他在当主席的第二个年头，将首次出访的目的地定为墨西哥、巴西、乌拉圭、阿根廷和智利五国。这是中国国家元首首次访问拉丁美洲。1992年8月24日，中华人民共和国与大韩民国建交，并承认大韩民国作为主权国家的存在。9月28日，国家主席杨尚昆在北京会见了来华访问的大韩民国总统卢泰愚。10月23日，国家主席杨尚昆在北京会见了来华访问的日本天皇明仁。

### 南巡
1992年春，陪同已經退休的鄧小平作南方巡視，他和其弟杨白冰公开表态军方坚定支持改革开放。

### 退休
经过杨家将事件后，85岁的杨尚昆在1992年10月举行的中共十四届一中全会上卸任中共中央政治局委员和中央军委副主席，并于1993年3月举行的八届全国人大一次会议后卸任国家主席后退休。

### 逝世
1998年6月7日，杨尚昆因高烧住进301医院，后被诊断为白血病，当年8月初洪灾期间将自己和夫人李伯钊恢复工作后补发的部分工资（当时已存20余年）全数捐往灾区。1998年9月2日，杨尚昆向家人交代后事，称“一是要向中央表示要求从简，今年遭了大灾更要从简”，并希望“火化后送回老家潼南去，同四哥杨闇公埋在一起”。1998年9月14日1时17分，楊尚昆因病在北京逝世，享年91岁。他被官方稱為“伟大的无产阶级革命家、政治家、军事家，坚定的马克思主义者，党、国家和人民军队的卓越领导人”。杨尚昆去世后，中央文献出版社出版了《杨尚昆日记》，涵蓋时期为1949年1月1日至1965年12月10日，是研究中共党史和中华人民共和国历史的重要资料。2001年5月18日，杨尚昆与李伯钊的骨灰安葬于潼南杨闇公烈士陵园西北方向的杨尚昆陵园。

## 著作
- 《杨尚昆回忆录》2001年出版，建国之前的内容
- 《杨尚昆日记》上下册，2001年出版，建国之后到文革之前的内容

## 家庭
- 妻子李伯钊，参加了二万五千里长征的女红军，曾任中央戏剧学院党委书记、副院长。
- 長子楊紹京，又名「紹軍」，原国防科工委某研究所所长。已故，有兩女。
- 次子楊紹明，著名攝影家，世界华人摄影学会会长、当代摄影学会主席，现任中国宋庆龄基金会副主席。有兩女。
- 女兒楊李，文革时期在北京电视机厂工作，后为总参谋部少将，中国友联会长助理。其夫王小朝，历任澳门兴龙行有限公司董事兼总经理、保利科技有限公司董事兼副总经理、保利通信公司董事长、保利南方集团有限公司董事长、海南洋浦土地开发有限公司总经理。现任中国保利集团公司党委副书记、董事，兼任中国保利集团公司一级子公司监事会主席。

楊尚昆共有十三名兄弟姐妹，自己排行第五。
- 大哥楊尚荃（楊劍秋，1888-1937），同盟會會員，曾參加護國運動、護法運動，後興辦實業，1937年去世。
- 二哥楊尚麟（楊衡石，1892-1969），同盟會會員，後加入中國共產黨。
- 四哥楊尚述（楊闇公，1898-1927），中國共產黨黨員，著名烈士，積極參加國民革命和北伐。1927年在三·三一慘案中被四川軍閥逮捕，被割舌，剜目，斷手，最後犧牲就義。
- 大妹楊尚朋（1906-1968），早年參加中國共產黨，文革中被迫害致死。
- 二妹楊尚友（1908-1998），早年就读重庆第二女子师范学校，四川大学体育系肆业，曾赴上海参加全国体运会，后留上海，毕业于东亚体校。[21]
- 六弟楊尚侖（楊電如，1910-1962），中國共產黨黨員，石室中學校友。
- 七弟楊尚直（1911-1993），青年时就读成都成属联立中学，上海暨南大学毕业。曾作彰明县税捐处处长。解放后，曾在成都铁路局等单位工作。[21]
- 八弟楊尚明（1914-？），畢業於南京中央軍校第十四期。
- 三妹楊尚智（1916-2000），上海立信会计学校毕业，解放后在重庆任小学校长。[21]
- 九弟楊白冰（楊尚正，1920-2013），解放军上将，曾任中共中央军委秘书长兼总政治部主任，领导军委工作。
- 四妹楊尚璞（楊白琳，1922-2021[22]），中國共產黨黨員，廖汉生的妻子，原在教育部机关工作。